# トム・ヒートン
トーマス・デイヴィッド・"トム"・ヒートン（Thomas David "Tom" Heaton, 1986年4月15日 - ）は、イングランド・チェスター出身のサッカー選手。マンチェスター・ユナイテッドFC所属。元イングランド代表。ポジションはGK。

## クラブ経歴
2002年にマンチェスター・ユナイテッドのユースに入団。2005年にトップチームに昇格し、5年間で6度のレンタル移籍を経験した。
2010年にFLチャンピオンシップ（2部）のカーディフ・シティへ自由移籍で加入。2010-11シーズンにデイヴィッド・マーシャルからポジションを奪い正GKとして27試合に出場したが、翌2011-12シーズンにはデイヴィッド・マーシャルにポジションを奪い返され、1試合の出場に留まった。
2012年にFLチャンピオンシップのブリストル・シティへ移籍。低迷するチームの中で奮闘し43試合に出場したが、クラブは最下位の24位でシーズンを終えフットボールリーグ1（3部）への降格が決定したため、再び移籍先を探すこととなった。
2013年にFLチャンピオンシップのバーンリーへ移籍。加入1年目から正GKの座を掴み、2013-14シーズンにはリーグ戦全46試合に出場してプレミアリーグ昇格に貢献。翌2014-15シーズンにクラブは19位でシーズンを終えたため1年でチャンピオンシップへの降格となったものの、自身はプレミアリーグ1年目ながらも安定したプレーを見せ、チームの年間最優秀選手に選ばれた。シーズン終了後にはプレミアリーグの複数クラブが獲得に動いたが、2015年6月30日にバーンリーとの契約を延長した。2016-17シーズンにはプレミアリーグの最多セーブ数となる141セーブを記録した。しかし2017-18シーズンは若手のニック・ポープが台頭したこともあってポジションを奪われ、4試合の出場に留まった。続く2018-19シーズンはジョー・ハートが加入したこともあって出場機会が大幅に減少すると思われていたが、ポープの負傷やハートの不調などが続いたこともあってシーズン中盤から正GKに復帰し、結果19試合に出場した。
2019年7月31日、アストン・ヴィラFCと契約した。加入1年目の19-20シーズンは前半戦こそはレギュラーとして出場していたが、冬にペペ・レイナが加入するとポジションを奪われ、結果20試合の出場に留まる。2年目の20-21シーズンはアーセナルFCから加入したエミリアーノ・マルティネスに完全にポジションを奪われ、出場機会は無かった。
2021年7月2日、マンチェスター・ユナイテッドFCと2年契約を締結し、11年振りの復帰を果たした。加入直後はイングランド代表のディーン・ヘンダーソンが新型コロナウイルスの後遺症で合流が遅れたため、正GKダビド・デ・ヘアの控えとしてメンバー入りしていたが、ヘンダーソンが復帰するとメンバーから外れ、第3GKに降格した。

## 代表歴
2015年5月21日、アイルランド、スロベニアとのEURO2016予選に向けたイングランド代表メンバーに初招集された。
2016年5月16日、2部リーグ所属ながらもEURO2016に向けた暫定メンバーに選出され、5月27日に行われたオーストラリア戦で87分から出場し、代表デビューを果たした。

## タイトル

### クラブ
バーンリー
- フットボールリーグ・チャンピオンシップ ： 2015-16